# Station Miechów
Station Miechów is een spoorwegstation in de Poolse plaats Miechów.